# Frik du Preez
Pour les articles homonymes, voir Du Preez.
Pas d'image ? Cliquez ici

a Compétitions nationales et continentales officielles uniquement.

b Matchs officiels uniquement.
Frederick Christoffel Hendrik du Preez, plus simplement connu comme Frik du Preez, né le 28 novembre 1935 à Rustenburg, est un joueur de rugby à XV sud-africain qui a joué avec l'équipe d'Afrique du Sud de 1961 à 1971 (38 sélections). Il évolue au poste de deuxième ligne ou de troisième ligne aile.

## Biographie
C'est grâce à un excellent match contre les All Blacks avec l'équipe de la Defence Force, lors d'une tournée des Néo-Zélandais en Afrique du Sud, que Frik du Preez est retenu pour participer à la tournée européenne en 1960-1961. Non utilisé lors des deux premiers tests, face au pays de Galles, et à l'Irlande, il fait ses débuts avec les Springboks en janvier 1961  à Twickenham face à l'Angleterre au poste de troisième ligne aile. Deuxième buteur de la sélection au départ de la tournée, derrière le demi de mêlée Dick Lockyear, il inscrit deux points lors de cette rencontre, la transformation de l'essai de Doug Hopwood, ce qui donne la victoire aux Springboks sur le score de 8 à 3. Il joue également le test contre la quatrième nation britannique, l'Écosse, match remporté 12 à 5 avec deux pénalités de Du Preez. Après ce grand chelem face aux nations britanniques, les Springboks continuent leur tournée en France. Du Preez n'est pas utilisé lors du test face aux Français terminé sur un match nul 0 partout. Les Sprinboks terminent cette tournée par un bilan de quatre victoires et un nul en cinq tests, et de 31 victoires, deux nuls, une défaite, 567 points marqués et 132 encaissés. La même année, il dispute les deux tests face à l'Australie, en tournée en Afrique du Sud.
Lors des mois de juin, juillet et août 1962, les Lions britanniques et irlandais sont en tournée en Afrique du Sud, avec quatre tests au programme de celle-ci, à Johannesburg, Durban, le Cap et Bloemfontein. Le premier test se termine sur un score nul de 3 partout, puis les Springboks s'imposent 3 à 0, 8 à 3 et enfin 34 à 14. Du Preez dispute les quatre tests. Il dispute également un cinquième match face aux Lions, avec le Northern Transvaal, match qui est alors considéré comme un presque cinquième test par les Lions qui alignent alors onze des futurs quinze titulaires du premier test. Cette rencontre est remportée par les Sud-Africains sur le score de 14 à 6.
En 1963, il dispute le premier test d'une série de quatre face aux Wallabies, remporté 14 à 3 à Pretoria. Blessé, il ne participe pas aux trois tests suivants, les deux nations terminant la série sur le score de 2 à 2.
Après une victoire à Durban face au pays de Galles, qui effectue là sa première tournée dans l'hémisphère sud, il est présent lors du test de Spring face aux Français, qui s'imposent sur le score de 8 à 6. Il ne participe pas à la tournée d'avril 1965 en Irlande et en Écosse, deux défaites des Springboks. En juin et jusqu'à mi-septembre, ces derniers partent en tournée, d'abord en Australie puis en Nouvelle-Zélande. Les Springboks perdent les deux tests face aux Wallabies, puis les deux premiers tests face aux All Blacks, à Wellington et Dunedin. Les Springboks s'imposent ensuite à Christchurch sur le score de 19 à 16, mettant ainsi un terme à une série de sept défaites, ce qui est alors la plus grande série de défaites pour l'Afrique du Sud. La Nouvelle-Zélande remporte le dernier test à Brisbane sur le score de 20 à 3 pour remporter la série trois victoires contre une et treize essais à quatre.
Non retenu lors des trois premiers tests face aux Français en 1967, trois défaites des visiteurs, il profite de la rencontre face à ces mêmes Français avec sa sélection du Northern Transvaal, rencontre remportée 19 à 5, pour regagner une place pour le dernier test, disputé au Cap, où les deux équipes terminent sur un score de 6 partout.
Lors de sa deuxième série disputée face aux Lions, en 1968, il inscrit un essai marquant dans les esprits sud-africain : récupérant le ballon sur une touche à 80 mètres de la ligne adverse, il efface plusieurs adversaires pour ensuite courir le long de la ligne de touche, évitant un dernier placage d'un défenseur adverse pour inscrire un essai en coin. L'Afrique du Sud remporte cette rencontre sur le score de 25 à 20, puis concède un nul 6 partout, avant de remporter les deux derniers tests, 11 à 6 puis 19 à 6. Les Springboks remportent la série par trois victoires et un nul, avec un bilan de huit essais marqués contre un encaissé lors de ces tests. Après cette confrontation contre les Lions, les Springboks disputent une tournée en France, la première disputée uniquement dans ce pays. Celle-ci se solde en novembre par deux victoires des joueurs sud-africains, 12 à 9 à Bordeaux puis 16 à 11 à Colombes.
Le mois d'août suivant, il dispute deux tests sur quatre face aux Wallabies, deux victoires à Johannesburg et Durban, . Les Springboks se rendent pour une nouvelle tournée en Europe, avec quatre tests contre les quatre nations britanniques. Présent lors de la défaite 6 à 3 à Murrayfield contre l'Écosse, il est absent face aux Anglais, nouvelle défaite des Springboks. Il dispute les deux autres tests, un nul 8 partout à Dublin contre l'Irlande et un nul 6 partout à Cardiff contre le pays de Galles.
En 1970, pour la deuxième fois de sa carrière, il est confronté aux All Blacks. Ceux-ci, grâce à un certain recul des autorités sud-africaines qui autorisent des joueurs noirs chez les Néo-Zélandais, se rendent en Afrique du Sud pour quatre tests. Les Springboks s'imposent dans cette série par trois victoires à une, 17 à 6 à Pretoria, défaite 8 à 9 au Cap, 14 à 3 à Port Elizabeth et 20 à 17 à Johannesburg.
En avril 1971, il forme avec Colin Meads la deuxième ligne du President's Overseas XV, sélection des meilleurs joueurs du monde qui est opposée à l'Angleterre lors du centenaire de la Fédération anglaise en 1971, rencontre remportée par cette sélection sur le score de 28 à 11,,. Après cette rencontre, il dispute encore cinq tests : deux à l'occasion d'une tournée des Français, les Sud-Africains remportant le premier test à Bloemfontein par 22 à 9 avant que les deux équipes se séparent sur un score de 8 partout à Durban. Il se rend ensuite en tournée en Australie, disputant les trois tests, trois victoires, 19 à 11 à Sydney, 14 à 6 à Brisbane et 18 à 6, de nouveau à Sydney. C'est son dernier match avec les Springboks.

## Style de jeu
Possédant toutes les qualités athlétiques - force, puissance, détente ainsi qu'une grande habileté en touche et au plaquage - mais aussi un esprit sportif irréprochable, il est l'un des meilleurs deuxièmes lignes de l'histoire, un des rares avants à buter pour son équipe. Son neveu Fourie du Preez est Champion du monde avec les Springboks en 2007.

## Palmarès
Avec sa province du Northern Transvaal, désormais connue sous le nom de Blue Bulls, il dispute quatre finales de Currie Cup, la première en 1968 remportée 16 à 3 face au Transvaal, désormais Golden Lions. En 1969, il est le principal acteur de la victoire du Northern Transvaal en Currie Cup en réussissant un essai, une transformation et un drop face à la Western Province,. L'année suivante, ce sont les Griquas qui s'imposent 11 à 9 face au Northern Transvaal. Il retrouve le Transvaal en 1971 lors d'un rencontre terminée sur un score nul de 14 partout.

## Statistiques en équipe nationale
Frik du Preez compte 38 sélections avec les Springboks, pour un bilan personnel de 11 points, avec 1 essai, 1 transformation, 2 pénalités. Il remporte 28 victoires, subit 8 défaites et fait 8 matches nuls. Ses 38 sélections se décomposent en 4 lors de l'année 1961, 4 en 1962, 1 en 1963, 2 en 1964, 6 en 1965, 1 en 1967, 6 en 1968, 3 en 1969, 6 en 1970 et 5 en 1971.
Il présente un bilan de dix rencontres, huit victoires et deux défaites face aux Wallabies, huit rencontres face aux Lions, six victoires et deux nuls, huit rencontres face aux All Blacks, quatre victoires et quatre défaites et six rencontres face aux Français, trois victoires, une défaite et deux nuls. Il rencontre également les autres nations majeurs du rugby, l'Angleterre, une victoire, l'Irlande, un nul, l'Écosse, une victoire et une défaite et le pays de Galles, une victoire et un nul.